# Kojetín (district de Přerov)
Pour les articles homonymes, voir Kojetín.
Kojetín (en allemand : Kojetein) est une ville du district de Přerov, dans la région d'Olomouc, en Tchéquie. Sa population s'élevait à 5 748 habitants en 2025.

## Géographie
Kojetín est arrosée par la Morava, un affluent du Danube, et se trouve à 10 km au nord-ouest de Kroměříž, à 16 km au sud-ouest de Přerov, à 28 km au sud-sud-est d'Olomouc et à 222 km à l'est-sud-est de Prague.
La commune est limitée par Uhřičice au nord, par Záříčí, Chropyně et Bezměrov à l'est, par Zlobice et Věžky au sud, et par Křenovice et Měrovice nad Hanou à l'ouest.

## Histoire
La première mention écrite de la localité date de 1233.
C'est la ville de naissance du peintre néo-classique Martin Ferdinand Quadal (ou Chwadal ou Chvatal), né le 28 octobre 1736 et mort le 11 janvier 1808 (ou 1811)à Saint-Petersbourg.

## Transports
Par la route, Kojetín se trouve à 11 km de Kroměříž, à 20 km de Přerov, à 33 km d'Olomouc et à 267 km de Prague.